# Dauphin megye
Dauphin megye az Amerikai Egyesült Államokban, azon belül Pennsylvania államban található. Megyeszékhelye és legnagyobb városa Harrisburg. Lakosainak száma 286 401 fő (2020. április 1.). Dauphin megye Northumberland, Schuylkill, Lebanon, Lancaster, York, Cumberland, Perry és Juniata megyékkel határos.

## Népesség
A megye népességének változása:
| Lakosok száma | 268 265 | 269 084 | 269 797 | 270 937 | 272 983 | 286 401 |
|               | 2010    | 2011    | 2012    | 2013    | 2015    | 2020    |